# Dasypogon hookeri
Dasypogon hookeri är en enhjärtbladig växtart som beskrevs av J.Drumm. Dasypogon hookeri ingår i släktet Dasypogon och familjen Dasypogonaceae. Inga underarter finns listade.